# Renly Baratheon
Renly Baratheon là một nhân vật hư cấu trong bộ tiểu thuyết giả tưởng A Song of Ice and Fire của tác giả người Mỹ George R. R. Martin, và phim truyền hình chuyển thể Game of Thrones.
Được giới thiệu lần đầu trong quyển Game of Thrones xuất bản năm 1996, Renly là người trẻ nhất trong ba người con của Lãnh chúa Steffon Baratheon và Cassana Estermont.
Renly Baratheon được đóng bởi Gethin Anthony trong phiên bản phim truyền hình được chiếu trên đài HBO.

## Mô tả nhân vật
Renly Baratheon là em út của vua Robert và vua Stannis. Anh được miêu tả như một người đàn ông đẹp trai và lôi cuốn và khá nổi tiếng.
Renly Baratheon không phải là một nhân vật chính trong tiểu thuyết, vì vậy hành động của ông được chứng kiến và miêu tả qua lời kể những người khác, như Eddard Stark và Catelyn Stark. Renly chủ yếu là một nhân vật nền trong tiểu thuyết.

## Cốt truyện

### Trong tiểu thuyết

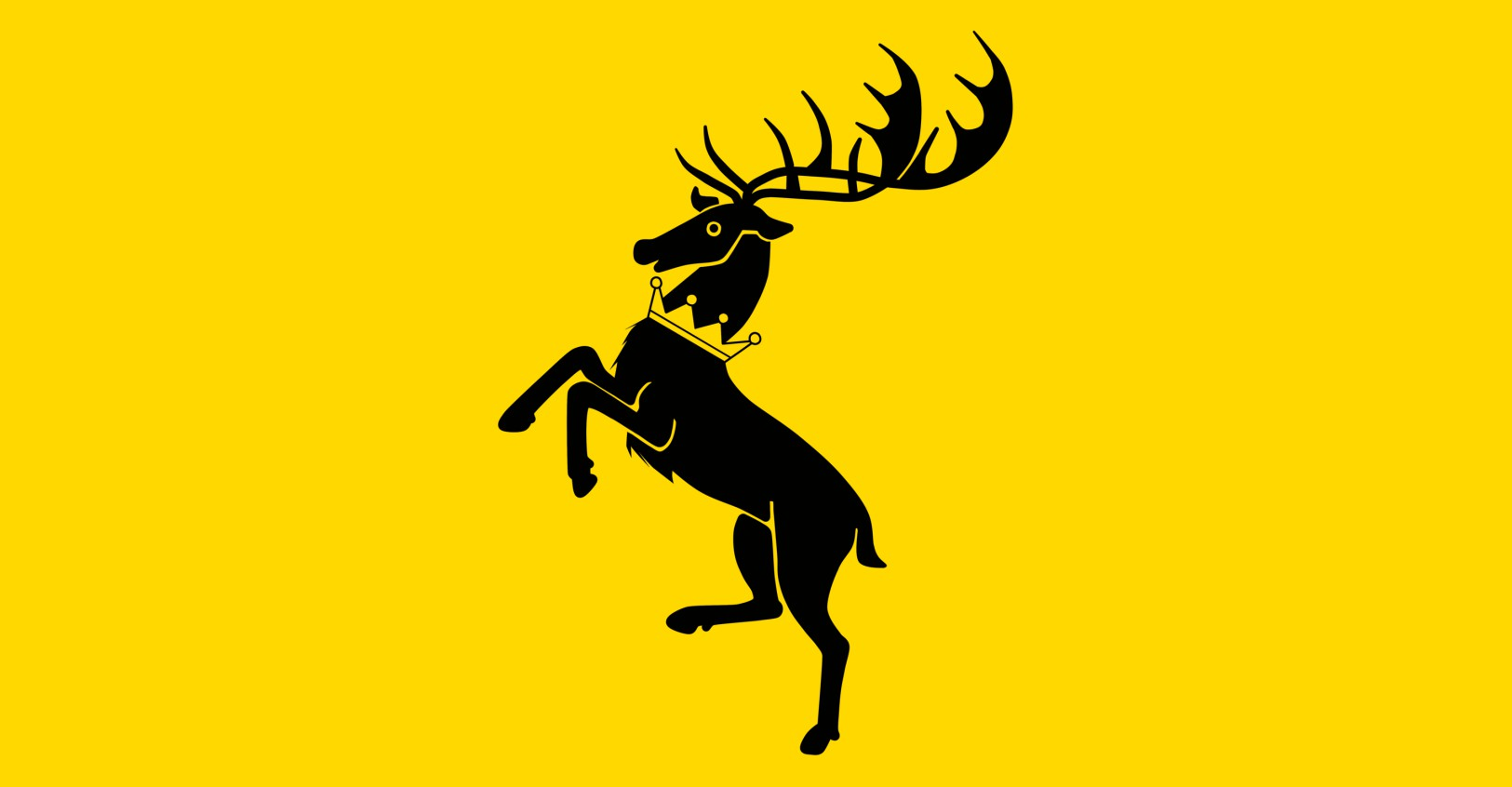
Cờ hiệu của vua Renly Baratheon trong sách

Renly Baratheon là Lãnh chúa của Storm's End, người trẻ nhất trong số anh em nhà Baratheon. Anh được mô tả là đẹp trai và lôi cuốn. Renly phục vụ trong Tiểu Hội đồng của Vua Robert với chức danh Chuyên gia Pháp luật. Sau khi Robert qua đời, Renly tuyên bố mình là Vua của Bảy vương quốc (trong quyển A Clash of Kings), anh giành được sự ủng hộ của quý tộc trong nhà Baratheon và được tôn vinh là Lãnh chúa tối cao của họ. Renly liên minh với Gia tộc Tyrell bằng cách kết hôn với Margaery Tyrell. Trước khi tấn công thủ đô, anh nghe thấy Stannis đang bao vây Storm's End. Anh từ chối lời đề nghị trở thành người thừa kế của Stannis. Trước trận chiến, anh bị ám sát bởi một cái bóng do Melisandre gây ra.

### Trên phim

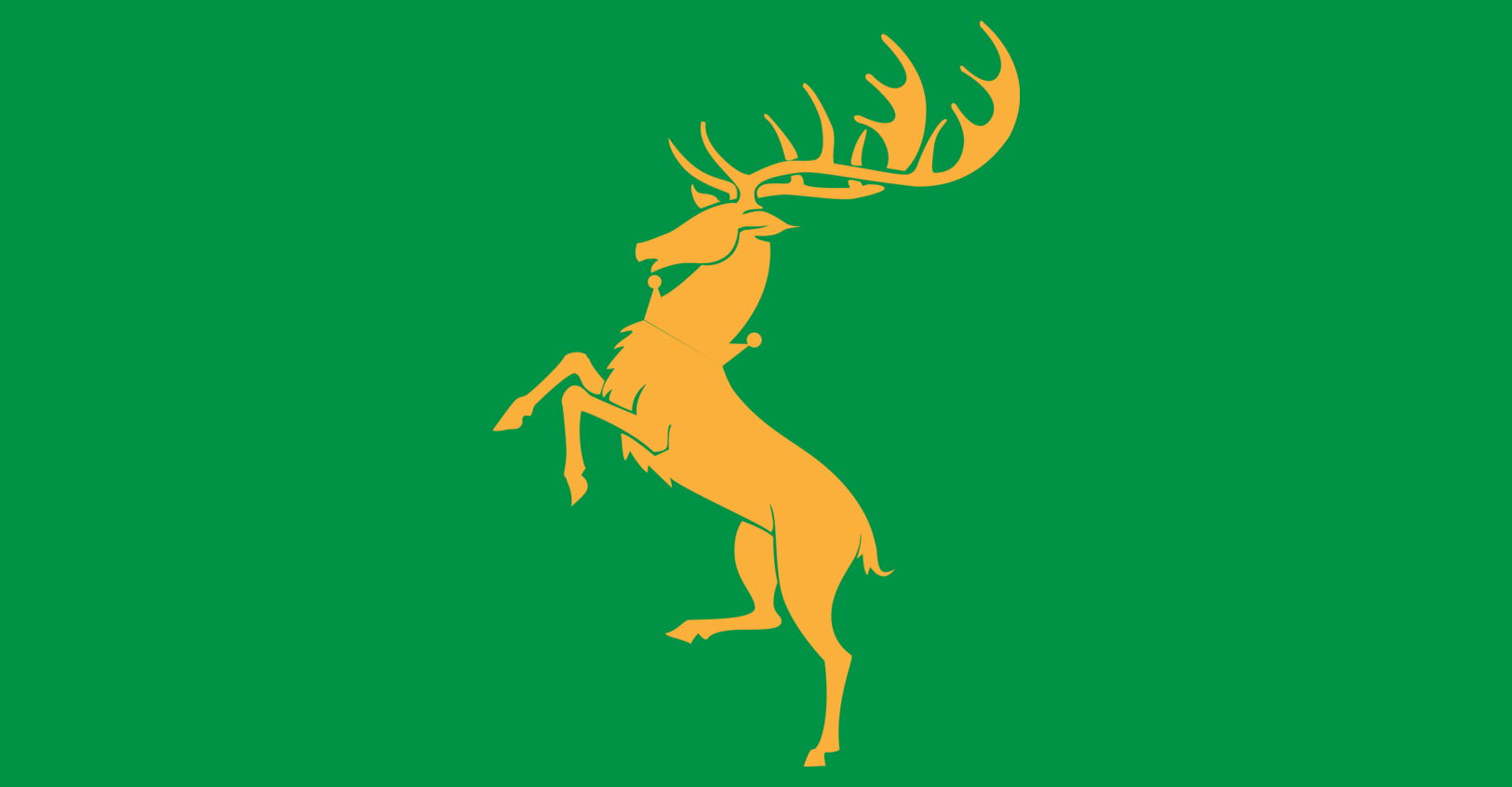
Cờ hiệu của vua Renly Baratheon trong Game of Thrones

Renly Baratheon được đóng bởi diễn viên người Anh Gethin Anthony trong bộ phim truyền hình chuyển thể từ loạt sách.
Gethin Anthony chia sẻ:
Lý do tại sao tôi thích vai diễn này là tôi nghĩ anh ấy là một người đàn ông tuyệt vời, những người tin rằng Westeros là một nơi được nuôi dưỡng và khai sáng. Lợi thế lớn của anh ấy là anh ấy đã tiếp cận tốt với mọi người.
Renly Baratheon, Lãnh chúa vùng Storm's End, là em trai út của Vua Robert và là Chuyên gia Pháp luật trong Tiểu Hội đồng. Anh ấy nổi tiếng với mọi người bởi vì vẻ đẹp trai, vui tính, và phong cách ăn mặc độc đáo. Anh ta không thích chiến đấu hay đổ máu, và thà làm bạn hơn là giết kẻ thù. Ông là người yêu bí mật của Hiệp sĩ Loras Tyrell, Hiệp sĩ của những bông hoa, người thuyết phục ông rằng những phẩm chất đó làm cho ông có tài cầm quyền tốt hơn so với một trong hai anh trai của ông. Trong khi Robert chết, Renly cố gắng thuyết phục Ned rằng hai người họ nên bắt cóc Joffrey và cai trị vương quốc. Tuy nhiên, Ned từ chối, nên Renly, Loras, và những người theo họ chạy về phía nam. Một khi Joffrey trở thành vua và đã Ned qua đời, Renly tuyên bố mình là Vua của Bảy Vương quốc nhận được sự ủng hộ của Quý tộc nhà Baratheon và sự hỗ trợ của những ngôi nhà khác. Anh dẫn quân đội khổng lồ của mình từ từ đi qua miền nam Westeros. Catelyn Stark cố gắng thuyết phục Renly và Stannis bỏ qua những khác biệt của họ và đoàn kết chống lại Lannisters nhưng thất bại vì cả hai anh em đều từ chối đưa ra yêu cầu lên ngôi. Vào đêm trước trận chiến giữa lực lượng của anh và Stannis, Renly đồng ý để Catelyn cho phép Robb Stark giữ danh hiệu "Vua ở miền Bắc" và cai trị Bắc và Riverlands, nhưng với điều kiện Renly là Vua toàn quyền. Trước khi Catelyn có thể đưa ra một cuộc đàm phán thực sự, Renly bị ám sát bởi Melisandre, người sinh ra một con quỷ bóng và gửi nó để giết Renly để loại bỏ anh ta khỏi con đường của Stannis. Stannis ban đầu không biết về bản chất chính xác của tội ác của Melisandre, và sau đó rõ ràng bị sốc và buồn vì đã gây ra cái chết của em trai mình, điều mà anh ta thấy hối hận. Cái chết của Renly được trả thù trong tập cuối của Season 5 khi Brienne xứ Tarth giết chết Stannis sau trận chiến Winterfell sau khi Stannis thú nhận có liên quan đến cái chết của Renly, Brienne nói với Stannis rằng Renly là vị vua xứng đáng.